# روجر فريمان
روجر فريمان (بالإنجليزية: Roger Freeman)‏ هو محامي وسياسي أمريكي، ولد في 30 نوفمبر 1965، وتوفي في 29 أكتوبر 2014 بفيدرال واي في الولايات المتحدة بسبب سرطان. حزبياً، نشط في الحزب الديمقراطي. وقد انتخب عضو مجلس نواب واشنطن.